# LU-P-4713
La carretera LU-P-4713 es una carretera de la red secundaria de Galicia que pertenece a la Diputación de Lugo. Une Puebla del Brollón con la carretera LU-652, en la provincia de Lugo, y tiene una longitud de 2,1 km.

## Trazado
La carretera parte de la capitalidad municipal de Puebla del Brollón, concretamente de la carretera LU-653. Al salir del núcleo enlaza con la carretera LU-P-4705 a Nogueiras y Cereixa. Finaliza en la carretera LU-652, constituyendo el principal acceso a la capitalidad municipal de Puebla del Brollón, ya que esta carretera permite enlazar con la N-120 a Ponferrada y Orense, y con el corredor CG-2.2 que une Monforte de Lemos con Lugo.